# Landhuis Dokterstuin
Landhuis Dokterstuin (vroeger ook wel Klein Ascencion genoemd) is een voormalig plantagehuis in Curaçao. Het ligt in het noordoosten van het eiland, op de Weg naar Westpunt net voor het dorp Barber, bijna tegenover landhuis Ascencion. Zowel Landhuis Dokterstuin als Landhuis Ascencion liggen op een plek die vroeger het terrein van een Caquetíodorp was. De naam Dokterstuin zou zijn ontleend aan dokter Jan Bernagie, een van de eerste eigenaren.

## De plantage
Rondom het landhuis lag vroeger plantage Klein Ascencion, die al in gebruik was in de zeventiende eeuw. Met een oppervlakte van 526 hectare was het een van de grootste plantages van Curaçao. In de tweede helft van de negentiende eeuw was de plantage in bezit van de overheid, die kleine percelen in pacht gaf aan voormalige tot slaaf gemaakten. Op deze manier probeerde de overheid de landbouw te stimuleren.

## Het landhuis
Landhuis Dokterstuin is eind zeventiende of begin achttiende eeuw gebouwd. Het heeft twee verdiepingen, een tuitgevel, een schilddak met rode dakpannen en twee aan elkaar grenzende zijvleugels van één bouwlaag met zadeldaken. Aan de voor- en achterkant zijn overdekte galerijen. Centraal bevindt zich een middenzaal, ingericht met originele Curaçaose meubels. Aan de voorzijde is een centraal terras en hoekterrassen met een trap.

## Geschiedenis
Toen de overheid in de tweede helft van de negentiende eeuw plantages Dokterstuin en Pannekoek kocht, ging de districtsmeester op Pannekoek wonen. Van landhuis Dokterstuin werden alle dakpannen verwijderd en naar Pannekoek gebracht. In 1871 verkocht de overheid Dokterstuin aan Willem Simon ('shon Wilmu') da Costa Gomez. Hij liet het huidige landhuis bouwen en ging er zelf wonen. In 1913 kocht de overheid Dokterstuin weer terug en na restauratie trok de districtsmeester erin, en in 1976 de gouvernementsarts. In 1996 is het grondig gerestaureerd. In de overdekte tuin is sindsdien een populair creools restaurant gevestigd. Het oorspronkelijke landhuis is nog volledig aanwezig en verkeert in goede staat.